# Hiroshi Inagaki

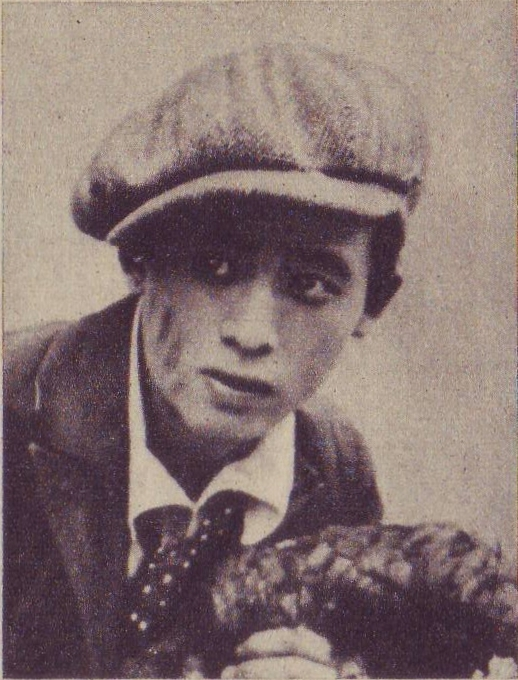
Hiroshi Inagaki

Hiroshi Inagaki (japanisch 稲垣 浩, Inagaki Hiroshi; * 30. Dezember 1905 in Tokio; † 21. Mai 1980 ebenda) war ein japanischer Filmregisseur, Drehbuchautor und Schauspieler. Zu Lebzeiten galt er neben renommierten Filmemachern wie Akira Kurosawa, Yasujiro Ozu, Kenji Mizoguchi oder Masaki Kobayashi als bedeutender japanischer Filmemacher. Internationale Bekanntheit brachten ihm vor allem die beiden Samuraifilme Samurai (1954) und Der Rikschamann (1958) ein.

## Leben
Hiroshi Inagaki wurde als Sohn eines Schauspielers geboren. Seine Mutter verstarb, als er acht Jahre alt war. Bereits als Kind begann er mit dem Schreiben eigener Stücke, ehe er im Alter von 17 Jahren als Filmschauspieler in japanischen Stummfilmen in Erscheinung trat. Sein Filmdebüt gab er mit dem Part des Sankichi in Kenji Mizoguchis Yoru (1923). Daraufhin folgten weitere Angebote und Rollen in den Regiearbeiten von Mizoguchi (Shichimencho no yukue und Samidare zoshi, beide 1924).
Als 22-Jähriger wechselte Inagaki ins Regiefach und inszenierte mit dem Historienstreifen Hōrō zanmai (1928) seinen ersten Film. In den folgenden 42 Jahren avancierte er mit aufwendigen Historienepen zu einem der wichtigsten japanischen Filmregisseure und realisierte bis 1970 mehr als 70 Filmprojekte. Der internationale Erfolg stellte sich mit Samurai  (1954) ein, dem ersten Teil einer Trilogie mit Toshirō Mifune in der Hauptrolle. Die Geschichte um einen temperamentvollen Bauernsohn, der im 17. Jahrhundert auszieht, um ein Samurai-Krieger zu werden, erhielt bei der Oscarverleihung 1956 den Ehrenpreis für den besten fremdsprachigen Film.
Nachdem Inagaki für die Literaturverfilmung Vaterliebe (1956) mit Ryū Chishū und Tanaka Kinuyo eine Einladung in den Wettbewerb der Internationalen Filmfestspiele von Berlin 1957 erhalten hatte, folgte ein weiterer Höhepunkt seiner Karriere ein Jahr später. Für Der Rikschamann (1958), erneut mit Toshirō Mifune in der Titelrolle, erhielt Inagaki den Goldenen Löwen der Internationalen Filmfestspiele von Venedig. Dabei handelte es sich um eine Wiederverfilmung seiner Regiearbeit Muhomatsu no issho aus dem Jahr 1943. Der meditative Film, bei dem sich der Regisseur laut der zeitgenössischen Kritik des bundesdeutschen film-diensts offenbar bewusst auf Elemente des modernen westlichen und russischen Films bezog, präsentierte Mifune als grobschlächtigen Rikschamann, der zum Beschützer eines schwächlichen Offizierssohnes avanciert. Erneut mit Mifune arbeitete Inagaki an Das Banner des Samurai (1966) zusammen, den der Schauspieler mit seiner eigenen Produktionsfirma auch maßgeblich mitfinanzierte.
Hiroshi Inagaki hegte eine Vorliebe für amerikanische Filme und zählte John Wayne zu seinen Lieblingsschauspielern. Seiner Meinung nach hätten Waynes Filme, die er mit John Ford drehte, die Japaner an die Teamarbeit zwischen Schauspieler und Regisseur erinnert. Mit Machibuse (1970), erneut in Zusammenarbeit mit Mifune, entstand sein letzter Spielfilm. Ab den 1970er Jahren vertraute die konservative Führung der traditionsreichen Tōhō-Studios Inagaki die Regie bei keinem Filmprojekt mehr an. Die Filme des alternden Regisseurs galten als zu teuer in der Herstellung. In seinen letzten Lebensjahren litt der Regisseur unter Einsamkeit und Alkoholproblemen. Er starb 1980 im Alter von 74 Jahren in seiner Heimatstadt Tokio.

## Filmografie (Auswahl)
- 1928: Hōrō zanmai
- 1943: Muhomatsu no issho
- 1949: Wasurerareta kora
- 1952: Sengoku burai
- 1954: Samurai (Miyamoto Musashi)
- 1955: Zoku Miyamoto Musashi: Ichijō-ji no Kettō
- 1956: Miyamoto Musashi Kanketsuhen: Kettō Ganryū-jima
- 1956: Vaterliebe (Arashi)
- 1957: Yagyū bugeichō
- 1959: Aru kengo no shogai
- 1959: Nippon tanjo
- 1958: Der Rikschamann (Muhomatsu no issho)
- 1961: Ōsaka-jō monogatari
- 1962: Chūshingura
- 1964: Shikonmado – Dai tatsumaki
- 1966: Abare Goemon
- 1966: Das Banner des Samurai (Fūrin kazan)
- 1970: Machibuse

## Auszeichnungen
- Mainichi Eiga Concours 1950: Spezialpreis für Wasurerareta kora (gemeinsam mit dem übrigen Filmteam)
- Internationale Filmfestspiele Berlin 1957: nominiert für den Goldenen Bären für Vaterliebe
- Internationale Filmfestspiele von Venedig 1958: Goldener Löwe für Der Rikschamann